# 空和
在数学领域，空和（英語：Empty sum）也叫零项和（英語：nullary sum），是零个（被加数）项相加的结果。一般认为空和的值是加法单位元零。
假设有数列 a1, a2, a3,... 并且该数列的前 m 项的和为
{\displaystyle s_{m}=\sum _{i=1}^{m}a_{i}=a_{1}+\ldots +a_{m}}
如果约定 {\displaystyle s_{1}=a_{1}} 并且 {\displaystyle s_{0}=0}，那么所有 m = 1,2,3,... 都满足遞迴關係式：
{\displaystyle s_{m}=a_{m}+s_{m-1}}
换句话说，{\displaystyle s_{1}} 是一个项的「和」，取值就是第一項本身；而 {\displaystyle s_{0}} 则是零个项的「和」，取值是 0。允许求一个项、零个项的和，可以简化很多数学公式，减少针对类似的特殊情况的处理。这样的「和」是很多归纳证明以及算法的自然起点。因此，「空和是零」的约定在数学和程序设计中非常常见。